# オーロマイスター
オーロマイスター（Oro Meister、2005年1月31日 - 没日不詳）とは、日本の競走馬、種牡馬。
馬名はラテン語で黄金を意味する「オーロ」 (Oro) とドイツ語でチャンピオンを意味する「マイスター」 (Meister) が由来となっている。

## 経歴

### 2歳時
2007年11月18日に東京競馬場で行なわれた芝の新馬戦に鞍上・吉田豊でデビュー。道中は中団のやや後方から競馬を進めると、直線では上がり3ハロン33秒7の末脚で他を差しきり、単勝1.8倍の圧倒的な1番人気に応えて勝利した。その後、朝日杯フューチュリティステークスに出走登録をするが抽選に漏れ除外となり、中京2歳ステークスに向かった。ここでも新馬戦に続き1番人気に推されたが5着に敗れる。

### 3・4歳時
年明けはジュニアカップから始動。デビュー以来3戦連続1番人気となるも勝ちきれず2着。3月にはGIIスプリングステークスに鞍上に田中勝春で挑戦するも16着に敗れた。その後、鞍上を再び吉田豊に戻し条件戦を走るも、なかなか勝利をあげることができなかった。
10月、デビュー戦以来となる東京競馬場で3歳500万下のレースで快勝し、続く昇級戦でも2着となったが、その後は4戦連続の1番人気に推されたが勝利を挙げることができなかったため、陣営は初めてダート競走に出走させることとなる。
前走から鞍上の内田博幸とともに初ダートとなったレースでは、好位からの競馬で2着に4馬身をつける圧勝、福島で猪苗代特別も快勝した。夏には札幌遠征し昇級戦の報知杯大雪ハンデキャップ、格上挑戦となったしらかばステークスで続けて鞍上が替わる中、2着に入っている。鞍上が内田博幸に戻ったながつきステークスで勝利を挙げ、ダート転向後一度も連対を外すことなくオープン入りを果たした。11月のトパーズステークスでは3番人気に推されたが、7着に終わった。鞍上を再び吉田豊に戻して臨んだ続く師走ステークスではクリールパッションの2着と好走した。

### 5歳時
年明けは大和ステークスから始動した。距離短縮となるダート1400m戦は初めてだったが、中団追走から直線に向くと差し切ってオープン初勝利を飾った。中1週で挑んだ根岸ステークスでは後方から追い込んで3着となり、GIのフェブラリーステークスに出走予定だったが、感冒のため出走取消となった。
休養のため3ヶ月の間隔をおいて出走した欅ステークスでは中団のやや後ろから追い上げてくるも3着に敗れた。続く大沼ステークスでは直線で伸びず10着、マリーンステークスでも直線で伸びあぐねて8着に敗れた。ブリーダーズゴールドカップで好位追走から4着、9月のエルムステークスでは2着と連対を果たした。そして10月、出走取消となったフェブラリーステークスを除き、初のGI級競走マイルチャンピオンシップ南部杯に出走した。道中は2 - 3番手の好位でレースを進め、直線で抜け出すと1番人気エスポワールシチーを突き放して勝利。重賞・GI級競走初勝利となった。勝ちタイム1分34秒8は盛岡競馬場ダート1600mのレコードであった。11月のJBCクラシックでは3番手追走も3コーナー付近で失速し10着、続くジャパンカップダートでは好位中団でレースを進めたが、直線で失速し11着と大敗した。

### 6歳時
フェブラリーステークスで始動したが、後方追走のまま12着と大敗した。続くポラリスステークスは不良馬場の中トップハンデの58.5キロを背負って出走、道中は中団から直線で最内を突いたが4着、マーチステークスでは後方からの競馬で7着、かしわ記念では5着、オアシスステークスでは7着に敗れた。大沼ステークスでは前目5、6番手に位置したが直線で脚をなくし6着であった。エルムステークスでは中団追走から3コーナー過ぎで徐々に進出するが後方から伸びたランフォルセにかわされ2着。連覇をかけて挑んだマイルチャンピオンシップ南部杯では好位でレースを進めたが、直線で失速し10着と大敗した。その後、JBCスプリントに出走を予定していたが馬体故障のため競走除外（中央競馬では出走取消）となった。その後、2012年9月12日付けで競走馬登録を抹消、引退した。引退後は故郷の追分ファームで種牡馬となる。

### 引退後
追分ファームでは種牡馬とされながら同時に若手騎乗者用の乗馬として繋養されていたが、2014年11月に種牡馬として韓国に輸出されたものの、種付けを行ったのは2015年の1年のみで、産駒は生まれなかった。
その後、2020年10月1日、斃死を理由として種牡馬登録を抹消される。マイネルセレクトとスパイキュールとの同時の発表であり、正式な没日は不詳であるが、2016年12月20日に競馬評論家の古谷剛彦が韓国で種牡馬として過ごすオーロマイスターを撮影した写真をTwitterに投稿しており、その日から2020年までの間に死亡したものと考えられる。

## 競走成績
| 年月日 | 年月日 | 年月日 | 競馬場 | 競走名          | 格       | 頭数 | オッズ （人気） | オッズ （人気） | 着順 | 騎手     | 斤量 | 距離（馬場）  | タイム （上り3F） | タイム 差 | 勝ち馬/（2着馬）       |
| 2007   | 11.    | 18     | 東京   | 2歳新馬         |          | 12   | 01.4            | 0（1人）        | 01着 | 吉田豊   | 55   | 芝1800m（良） | 01:50.7 (33.7)    | -0.2      | （マイネルファルケ）   |
|        | 12.    | 15     | 中京   | 中京2歳S        | OP       | 14   | 02.0            | 0（1人）        | 05着 | 吉田豊   | 55   | 芝1800m（良） | 01:48.2 (34.8)    | 00.5      | ホッカイカンティ       |
| 2008   | 01.    | 6      | 中山   | ジュニアC       | OP       | 13   | 02.3            | 0（1人）        | 02着 | 吉田豊   | 56   | 芝1600m（良） | 01:34.2 (35.7)    | 00.1      | スマートファルコン     |
|        | 03.    | 23     | 中山   | スプリングS     | JpnII    | 16   | 31.6            | （10人）        | 16着 | 田中勝春 | 56   | 芝1800m（良） | 01:50.2 (36.2)    | 01.3      | スマイルジャック       |
|        | 04.    | 19     | 中山   | 山藤賞          | 500万下  | 10   | 03.3            | 0（1人）        | 07着 | 吉田豊   | 56   | 芝2000m（重） | 02:06.2 (36.8)    | 00.8      | ドットコム             |
|        | 08.    | 10     | 新潟   | 萬代橋特別      | 500万下  | 16   | 05.0            | 0（3人）        | 11着 | 吉田豊   | 54   | 芝2200m（良） | 02:13.3 (35.1)    | 01.4      | デストラメンテ         |
|        | 09.    | 27     | 中山   | 汐留特別        | 500万下  | 16   | 10.0            | 0（5人）        | 04着 | 吉田豊   | 55   | 芝1600m（良） | 01:32.9 (34.8)    | 00.2      | クリムゾンベガ         |
|        | 10.    | 25     | 東京   | 3歳上500万下    |          | 18   | 05.0            | 0（2人）        | 01着 | 吉田豊   | 55   | 芝1400m（良） | 01:21.5 (33.5)    | 00.0      | （ヒカルダイヤモンド） |
|        | 11.    | 9      | 東京   | タイランドC     | 1000万下 | 14   | 04.8            | 0（2人）        | 02着 | 吉田豊   | 54   | 芝1400m（良） | 01:21.6 (33.4)    | 00.0      | ドラゴンファング       |
|        | 11.    | 22     | 東京   | 3歳上1000万下   |          | 18   | 01.7            | 0（1人）        | 09着 | 吉田豊   | 56   | 芝1400m（良） | 01:21.6 (34.1)    | 00.2      | タイセイハニー         |
| 2009   | 02.    | 22     | 東京   | 4歳上1000万下   |          | 16   | 02.4            | 0（1人）        | 03着 | 吉田豊   | 57   | 芝1400m（良） | 01:22.8 (34.2)    | 00.2      | アグネストカチ         |
|        | 03.    | 22     | 中山   | 浅草特別        | 1000万下 | 16   | 02.9            | 0（1人）        | 05着 | 吉田豊   | 56   | 芝1600m（良） | 01:35.8 (35.0)    | 00.2      | マルターズオリジン     |
|        | 05.    | 9      | 東京   | 高尾特別        | 1000万下 | 16   | 02.2            | 0（1人）        | 09着 | 内田博幸 | 57   | 芝1400m（良） | 01:21.7 (35.2)    | 00.3      | コアレスコジーン       |
|        | 06.    | 7      | 東京   | 4歳上1000万下   |          | 14   | 06.6            | 0（2人）        | 01着 | 内田博幸 | 57   | ダ1600m（稍） | 01:35.5 (36.6)    | -0.7      | （ケイアイコンセプト） |
|        | 07.    | 5      | 福島   | 猪苗代特別      | 1000万下 | 15   | 01.4            | 0（1人）        | 01着 | 内田博幸 | 57   | ダ1700m（稍） | 01:44.6 (36.2)    | -0.2      | （オメガファルコン）   |
|        | 08.    | 1      | 札幌   | 大雪H           | 1600万下 | 12   | 01.8            | 0（1人）        | 02着 | 藤田伸二 | 56   | ダ1700m（良） | 01:43.8 (36.7)    | 00.3      | クリールパッション     |
|        | 08.    | 29     | 札幌   | しらかばS       | OP       | 13   | 10.1            | 0（4人）        | 02着 | 三浦皇成 | 54   | ダ1700m（良） | 01:43.2 (36.6)    | 00.3      | エーシンモアオバー     |
|        | 09.    | 26     | 中山   | ながつきS       | 1600万下 | 16   | 02.3            | 0（1人）        | 01着 | 内田博幸 | 57   | ダ1800m（良） | 01:53.6 (36.5)    | -0.2      | （ロラパルーザ）       |
|        | 11.    | 21     | 京都   | トパーズS       | OP       | 16   | 05.3            | 0（3人）        | 07着 | 武豊     | 56   | ダ1800m（良） | 01:50.8 (37.8)    | 01.2      | シルクメビウス         |
|        | 12.    | 26     | 中山   | 師走S           | OP       | 16   | 05.2            | 0（3人）        | 02着 | 吉田豊   | 55   | ダ1800m（良） | 01:52.8 (37.8)    | 00.0      | クリールパッション     |
| 2010   | 01.    | 16     | 京都   | 大和S           | OP       | 13   | 03.9            | 0（2人）        | 01着 | 吉田豊   | 56   | ダ1400m（良） | 01:22.9 (35.8)    | 00.0      | （セレスハント）       |
|        | 01.    | 31     | 東京   | 根岸S           | GIII     | 16   | 09.1            | 0（4人）        | 03着 | 吉田豊   | 56   | ダ1400m（良） | 01:23.9 (35.5)    | 00.2      | グロリアスノア         |
|        | 02.    | 21     | 東京   | フェブラリーS   | GI       | 15   |                 |                 | 取消 | 吉田豊   | 57   | ダ1600m（良） |                   |           | エスポワールシチー     |
|        | 05.    | 29     | 東京   | 欅S             | OP       | 16   | 06.7            | 0（2人）        | 03着 | 吉田豊   | 57   | ダ1400m（良） | 01:23.9 (35.8)    | 00.4      | ナムラタイタン         |
|        | 07.    | 3      | 函館   | 大沼S           | OP       | 13   | 04.3            | 0（3人）        | 10着 | 藤田伸二 | 57   | ダ1700m（良） | 01:45.4 (38.2)    | 01.0      | スターシップ           |
|        | 07.    | 18     | 函館   | マリーンS       | OP       | 13   | 04.9            | 0（2人）        | 08着 | 藤田伸二 | 57   | ダ1700m（良） | 01:45.5 (36.8)    | 01.2      | エーシンモアオバー     |
|        | 08.    | 12     | 門別   | ブリーダーズGC  | JpnII    | 13   | 64.7            | 0（6人）        | 04着 | 吉田豊   | 56   | ダ2000m（不） | 02:04.5 (38.3)    | 01.5      | シルクメビウス         |
|        | 09.    | 20     | 札幌   | エルムS         | GIII     | 13   | 09.4            | 0（4人）        | 02着 | 吉田豊   | 56   | ダ1700m（良） | 01:43.6 (36.2)    | 00.1      | クリールパッション     |
|        | 10.    | 11     | 盛岡   | マイルCS南部杯  | JpnI     | 12   | 20.2            | 0（4人）        | 01着 | 吉田豊   | 57   | ダ1600m（稍） | R1:34.8 (34.8)    | -0.5      | （エスポワールシチー） |
|        | 11.    | 3      | 船橋   | JBCクラシック   | JpnI     | 13   | 06.3            | 0（3人）        | 10着 | 吉田豊   | 57   | ダ1800m（良） | 01:54.3 (43.0)    | 04.4      | スマートファルコン     |
|        | 12.    | 5      | 阪神   | ジャパンCダート | GI       | 16   | 25.6            | 0（9人）        | 11着 | 吉田豊   | 56   | ダ1800m（稍） | 01:50.9 (38.3)    | 02.0      | トランセンド           |
| 2011   | 02.    | 20     | 東京   | フェブラリーS   | GI       | 16   | 24.0            | 0（8人）        | 12着 | 吉田豊   | 56   | ダ1600m（良） | 01:37.6 (36.6)    | 01.2      | トランセンド           |
|        | 03.    | 21     | 阪神   | ポラリスS       | OP       | 16   | 17.3            | 0（6人）        | 04着 | 吉田豊   | 58.5 | ダ1400m（不） | 01:22.2 (35.6)    | 00.1      | ダイショウジェット     |
|        | 04.    | 10     | 阪神   | マーチS         | GIII     | 16   | 45.7            | （12人）        | 07着 | 吉田豊   | 58.5 | ダ1800m（稍） | 01:50.8 (36.0)    | 00.8      | テスタマッタ           |
|        | 05.    | 5      | 船橋   | かしわ記念      | JpnI     | 13   | 15.9            | 0（3人）        | 05着 | 吉田豊   | 57   | ダ1600m（稍） | 01:40.0 (38.6)    | 01.8      | フリオーソ             |
|        | 06.    | 11     | 東京   | オアシスS       | OP       | 15   | 09.8            | 0（5人）        | 07着 | 吉田豊   | 58.5 | ダ1600m（重） | 01:36.1 (37.2)    | 01.1      | ナムラタイタン         |
|        | 07.    | 2      | 函館   | 大沼S           | OP       | 13   | 29.8            | 0（9人）        | 06着 | 丸山元気 | 58.5 | ダ1700m（良） | 01:45.1 (37.9)    | 00.9      | エーシンモアオバー     |
|        | 09.    | 19     | 札幌   | エルムS         | GIII     | 13   | 42.0            | 0（8人）        | 02着 | 吉田豊   | 59   | ダ1700m（良） | 01:44.3 (36.6)    | 00.1      | ランフォルセ           |
|        | 10.    | 10     | 東京   | マイルCS南部杯  | JpnI     | 15   | 19.5            | 0（6人）        | 10着 | 吉田豊   | 56   | ダ1600m（良） | 01:36.5 (38.1)    | 01.7      | トランセンド           |
|        | 11.    | 3      | 大井   | JBCスプリント   | JpnI     | 15   |                 |                 | 除外 | 吉田豊   | 57   | ダ1200m（良） |                   |           | スーニ                 |

- タイム欄のRはレコード勝ちを示す。

## 血統表
| オーロマイスターの血統（サンデーサイレンス系 / Hail to Reason4×4=12.50%、Thong(Lt. Stevens)5×4=9.38%） | オーロマイスターの血統（サンデーサイレンス系 / Hail to Reason4×4=12.50%、Thong(Lt. Stevens)5×4=9.38%） | オーロマイスターの血統（サンデーサイレンス系 / Hail to Reason4×4=12.50%、Thong(Lt. Stevens)5×4=9.38%） | （血統表の出典） | （血統表の出典） |
| 父 ゴールドアリュール 1999 栗毛                                                                        | 父の父*サンデーサイレンス Sunday Silence 1986 青鹿毛                                                   | Halo                                                                                                   | Hail to Reason   | Hail to Reason   |
| 父 ゴールドアリュール 1999 栗毛                                                                        | 父の父*サンデーサイレンス Sunday Silence 1986 青鹿毛                                                   | Halo                                                                                                   | Cosmah           |                  |
| 父 ゴールドアリュール 1999 栗毛                                                                        | 父の父*サンデーサイレンス Sunday Silence 1986 青鹿毛                                                   | Wishing Well                                                                                           | Understanding    | Understanding    |
| 父 ゴールドアリュール 1999 栗毛                                                                        | 父の父*サンデーサイレンス Sunday Silence 1986 青鹿毛                                                   | Wishing Well                                                                                           | Mountain Flower  |                  |
| 父 ゴールドアリュール 1999 栗毛                                                                        | 父の母*ニキーヤ Nikiya 1993 鹿毛                                                                       | Nureyev                                                                                                | Northern Dancer  | Northern Dancer  |
| 父 ゴールドアリュール 1999 栗毛                                                                        | 父の母*ニキーヤ Nikiya 1993 鹿毛                                                                       | Nureyev                                                                                                | Special          |                  |
| 父 ゴールドアリュール 1999 栗毛                                                                        | 父の母*ニキーヤ Nikiya 1993 鹿毛                                                                       | Reluctant Guest                                                                                        | Hostage          | Hostage          |
| 父 ゴールドアリュール 1999 栗毛                                                                        | 父の母*ニキーヤ Nikiya 1993 鹿毛                                                                       | Reluctant Guest                                                                                        | Vaguely Royal    |                  |
| 母 *フェアリーワルツ 1999 鹿毛                                                                         | 母の父Lear Fan 1981 鹿毛                                                                               | Roberto                                                                                                | Hail to Reason   | Hail to Reason   |
| 母 *フェアリーワルツ 1999 鹿毛                                                                         | 母の父Lear Fan 1981 鹿毛                                                                               | Roberto                                                                                                | Bramalea         |                  |
| 母 *フェアリーワルツ 1999 鹿毛                                                                         | 母の父Lear Fan 1981 鹿毛                                                                               | Wac | Lt. Stevens      | Lt. Stevens      |
| 母 *フェアリーワルツ 1999 鹿毛                                                                         | 母の父Lear Fan 1981 鹿毛                                                                               | Wac | Belthazar        |                  |
| 母 *フェアリーワルツ 1999 鹿毛                                                                         | 母の母Quick and Smooth 1992 鹿毛                                                                       | Crafty Prospector                                                                                      | Mr. Prospector   | Mr. Prospector   |
| 母 *フェアリーワルツ 1999 鹿毛                                                                         | 母の母Quick and Smooth 1992 鹿毛                                                                       | Crafty Prospector                                                                                      | Real Crafty Lady |                  |
| 母 *フェアリーワルツ 1999 鹿毛                                                                         | 母の母Quick and Smooth 1992 鹿毛                                                                       | Ms. Balding                                                                                            | Sir Ivor         | Sir Ivor         |
| 母 *フェアリーワルツ 1999 鹿毛                                                                         | 母の母Quick and Smooth 1992 鹿毛                                                                       | Ms. Balding                                                                                            | Vanilla F-No.A1  |                  |